# Boyd Holbrook
Robert Boyd Holbrook (Prestonsburg, Kentucky; 1 de septiembre de 1981) es un actor y modelo estadounidense, conocido por su papel de Steve Murphy en la serie Narcos.

## Biografía

### Primeros años
Holbrook nació en Prestonsburg, Kentucky, hijo de Ellen y Don Holbrook. Fue descubierto mientras tenía un trabajo a tiempo parcial, como carpintero para un teatro en Kentucky.
Desde que firmó por primera vez con Elite Models en 2001, Boyd ha trabajado para otras agencias como Wilhelmina Models. Holbrook ha sido modelo para diseñadores como Gucci, Jean Paul Gaultier, Versace, Hugo Boss, Bill Blass, Calvin Klein, Moschino, Marc Jacobs y Dsquared.
Boyd y la modelo Omahyra Mota fueron temas para la fotógrafa Ellen von Unwerth. También fue fotografiado por Steven Meisel para Vogue Italia y Steven Klein.

### Otros trabajos
Lanzó una serie de poemas por la página web Model-Max.com, acompañado de ilustraciones por Jamie Strachan.
De modelar y viajar por Europa y Asia, recaudó dinero suficiente y estudió cine en la Universidad de Nueva York en donde recibió certificados. Boyd también fue a clases en la Universidad de Columbia. Desde entonces ha producido cinco cortometrajes.
Boyd también estudió actuación en el Estudio William Esper. Fue en 2007 cuando envió un guion al director Gus Van Sant, que quedó impresionado para darle el papel de Denton Smith en la película Milk. Su trabajo actoral anterior incluye un papel en el vídeo musical "Allison" para la banda Permanent Me junto a la modelo Tiah Eckhardt.
Otros talentos además de modelaje son fotografía, trabajando para David Armstrong, y también la escultura. Abrió su primera exposición llamada "Iscariot" en Chelsea, Manhattan, desde el 19 de abril al 17 de mayo de 2008.

### Cine y televisión
Ya en 2014, protagonizó junto a  Dakota Fanning y Elizabeth Olsen el drama romántico Very Good Girls. Ese mismo año formó parte del reparto de la película de suspense Gone Girl del director David Fincher.
En 2015, encarna al detective de la DEA Steve Murphy en la exitosa serie de televisión Narcos para la plataforma Netflix, basada en la vida del narcotraficante colombiano Pablo Escobar.
En 2017 interpretó a Donald Pierce, enemigo de Hugh Jackman en la película Logan, la última sobre el superhéroe de Marvel Wolverine.

## Vida personal
Desde 2018 está casado con Tatijana Pajkovic y juntos tienen un hijo, Day, nacido en 2017.

## Filmografía

### Cine y televisión
| Año         | Título                                | Papel                  | Notas                     |
| ----------- | ------------------------------------- | ---------------------- | ------------------------- |
| 2008        | Milk                                  | Denton Smith           |                           |
| 2009        | The Unusuals                          | Punk                   | Serie de televisión       |
| 2009        | The Beautiful Life                    | Gabriel                | Serie de televisión       |
| 2010        | Tough Trade                           | Jackson Tucker         |                           |
| 2011        | The Reunion                           | Douglas Cleary         |                           |
| 2011        | Higher Ground                         | Joven Ethan Miller     |                           |
| 2011        | The Big C                             | Mykailo                | Serie de televisión       |
| 2012        | The Magic of Belle Isle               | Luke                   |                           |
| 2012        | Hatfields & McCoys                    | William "Cap" Hatfield | Serie de televisión       |
| 2013        | The Host                              | Kyle O'Shea            |                           |
| 2013        | Behind the Candelabra                 | Cary James             | Película de HBO           |
| 2013        | Out of the Furnace                    | Tío tatuado            |                           |
| 2014        | The Skeleton Twins                    | Billy                  |                           |
| 2014        | A Walk Among the Tombstones           | Peter                  |                           |
| 2014        | Little Accidents                      | Amos Jenkins           |                           |
| 2014        | Very Good Girls                       | David Avery            |                           |
| 2014        | Gone Girl                             | Jeff                   |                           |
| 2014        | Cardboard Boxer                       |                        |                           |
| 2015        | Run All Night                         | Danny Maguire          |                           |
| 2015        | Jane Got a Gun                        | Vic                    |                           |
| 2015 - 2016 | Narcos                                | Steve Murphy           | 20 episodios              |
| 2016        | The free world                        | Mohamed Lundy          |                           |
| 2016        | Morgan                                | Skip Vronsky           | Película 20th Century Fox |
| 2017        | Weightless                            |                        |                           |
| 2017        | Logan                                 | Donald Pierce          |                           |
| 2018        | O.G.                                  | Pinkins                |                           |
| 2018        | El Depredador                         | Quinn McKenna          |                           |
| 2019        | In the Shadow of the Moon             | Thomas Lockhart        |                           |
| 2020        | The Fugitive                          | Mike Ferro             | Serie de televisión       |
| 2022        | The Sandman                           | The Corinthian         | Serie de televisión       |
| 2022        | Vengeance                             | Ty Shaw                |                           |
| 2023        | Indiana Jones and the Dial of Destiny | Klaber                 |                           |
| 2023        | The Bikeriders                        | Cal                    |                           |

## Premios y nominaciones
| Año  | Premio                 | Categoría          | Trabajo nominado | Resultado |
| ---- | ---------------------- | ------------------ | ---------------- | --------- |
| 2012 | Hamptons Film Festival | Artista revelación | The Host         | Ganador   |
| 2014 | Milano Film Festival   | Mejor actor        | Little Accidents | Nominado  |